# Bodenstreitkräfte (Kaiserlich Japanische Marine)
Die Bodenstreitkräfte der Kaiserlich Japanischen Marine (japanisch 海軍陸戦隊 Kaigun riku sentai) waren eine Teilstreitkraft der Kaiserlich Japanischen Marine. Die Ursprünge gehen auf die Gründung der japanischen Marines 1870 zurück. Ab 1929 erfolgte eine Umgruppierung und die damit verbundene Aufstellung von Einheiten bzw. Abteilungen für den operativen Einsatz bei amphibischen Landungen, unterstützenden Fallschirmeinsätzen im Feindgebiet, Fliegerabwehr, Bewachung von Marinebasen bzw. Marineeinrichtungen, Pionier- und Kommunikationswesen, Militärpolizei und zivile Ingenieursabteilungen. Die berühmtesten Einheiten, die aus den Bodenstreitkräfte der Kaiserlich Japanischen Marine hervorgingen waren die Speziallandungskräfte der Marine, die während des Zweiten Japanisch-Chinesischen Krieges und des Pazifikkrieges an zahlreichen Einsätzen teilnahmen.

## Organisation 1870–1928

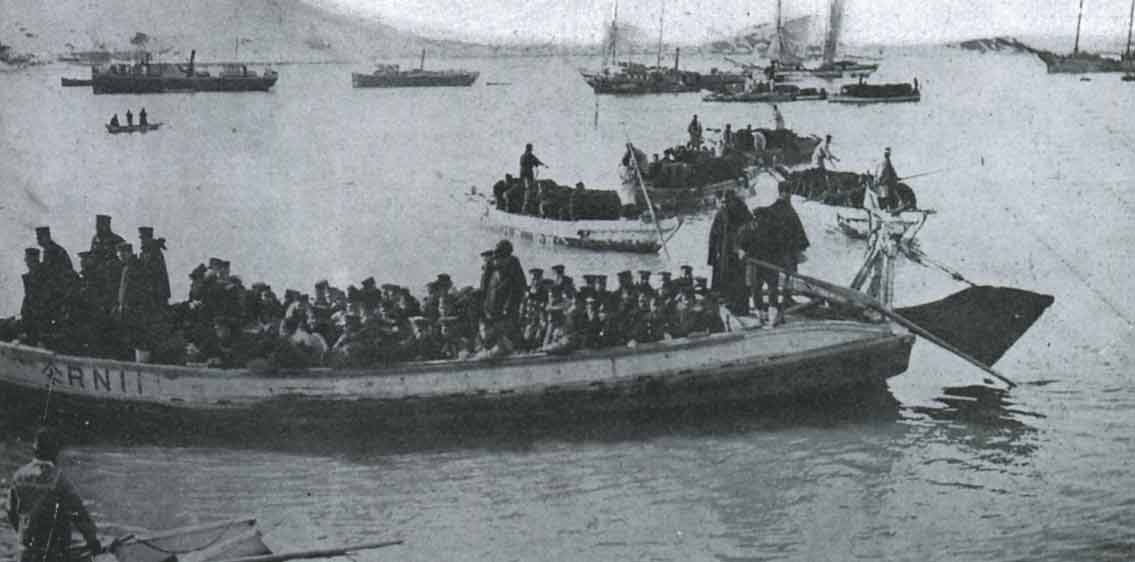
Landung von japanischer Marineinfanterie bei Tschemulpo während des Russisch-Japanischen Krieges 1904.

Bereits ein Jahr nachdem die Kaiserlich Japanische Marine gegründet wurde, beschloss sie 1870 nach dem Vorbild der britischen Royal Marines eine eigene Marineinfanterie aufzubauen und nannte diese Truppengattung ebenfalls Marines (海兵隊, Kaiheitai). Der japanischen Marineinfanterie unterstanden Infanterie- und Artillerie-Einheiten.
Die japanische Marineinfanterie nahm an der Niederschlagung des Boxeraufstandes und am Russisch-Japanischen Krieg unter anderem bei der Landung in der Bucht von Tschemulpo und der Belagerung von Port Arthur teil, bei der sie bei letztgenanntem Artilleristen zur Verfügung stellte.

## Organisation 1929–1945
Bodenstreitkräfte der Marine unterstanden innerhalb des Kaiserreichs entweder einem der vier Marine-Distrikte oder einem der fünf Wach-Distrikte, die sich innerhalb und außerhalb des Kaiserreichs befanden.

### Marine-Distrikte
Das Japanische Kaiserreich war in vier Marine-Distrikte aufgeteilt: diese waren Yokosuka, Kure, Maizuru und Sasebo. Jeder dieser Distrikte konnte selbstständig Rekrutierungen, Truppenersatz, Aufstellung von neuen Truppen, Gründung von Trainingseinrichtungen und die Verteidigung ihrer Distrikte durchführen. Die wichtigsten Bodentruppen-Einheiten der Distrikte waren folgende:
- Zivile Ingenieur-Abteilung (japanisch 設営隊 Setsuei-tai)
- Marinestützpunkt-Einheiten (japanisch 根拠地隊 Konkyo-chitai)
- Wach-Einheiten (japanisch 警備隊 Keibi-tai)
- Verteidigungs-Einheiten (japanisch 防備隊 Bōbi-tai)
- Marine-Luft-Gruppen

### Wach-Distrikte

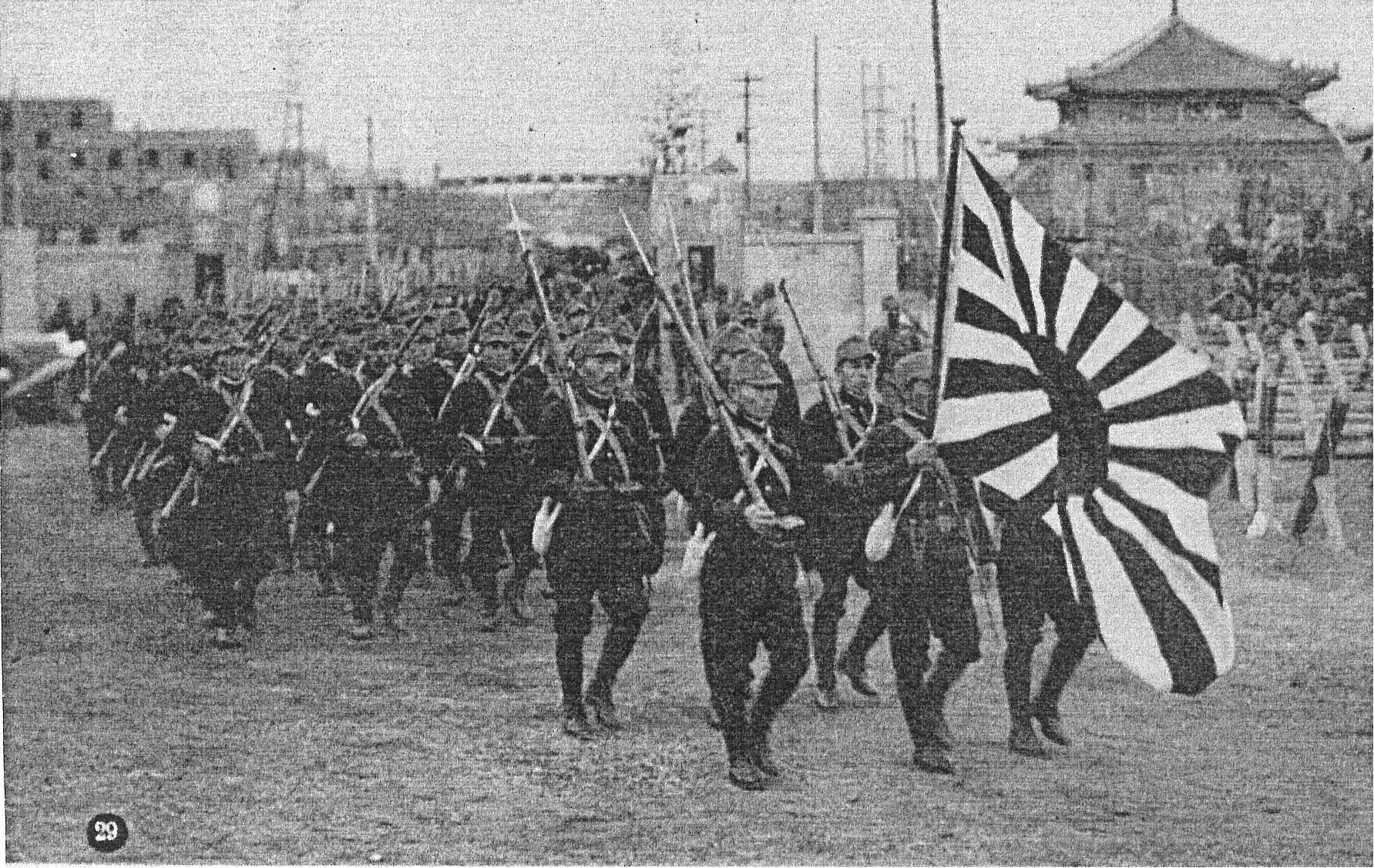
Japanische Bodenstreitkräfte bei einer Gedenkfeier in Nanking, 1937

Kaiserlich Japanische Wach-Distrikte befanden sich innerhalb und außerhalb des Kaiserreichs. Sie unterteilten sich in Ōminato, Osaka, Chinkai, Takao und Hainan und waren ähnlich den Marine-Distrikten gegliedert, beinhalteten jedoch keine Marine-Basen, Marine-Kasernen oder Trainings-Einrichtungen. Die Wach-Distrikte beinhalteten folgende Einheiten:
- Zivile Ingenieur-Abteilung (japanisch 設営隊 Setsuei-tai)
- Spezial-Stützpunkt-Einheiten (japanisch 特別根拠地隊 Tokubetsu-konkyo-chitai)
- Wach-Einheiten (japanisch 警備隊 Keibi-tai)
- Spezial-Landungskräfte der Marine (japanisch 特別陸戦隊 Tokubetsu riku sentai)
- Verteidigungs-Einheiten (japanisch 防備隊 Bōbi-tai), nur innerhalb des Kaiserreichs eingesetzt
- Sonstiges Personal

### Administrative Einheiten
Bodenstreitkräfte der Marine außerhalb des Kaiserreichs waren den Flottenbefehlshabern in den jeweiligen Gebieten unterstellt. Flotten-Bodenstreitkräfte waren strikt in administrative und taktische Einheiten unterteilt.

#### Stützpunkt-Streitkräfte
Die Stützpunkt-Streitkräfte (根拠地隊 Konkyo-chitai) waren den Flottenbefehlshabern unterstellt und wurden kleineren Stützpunkten für die Administration der Boden- und Schiffsstreitkräfte zugeteilt. Damit übernahmen sie in abgelegenen Gebieten die Funktion des Flottenhauptquartiers. Zusätzlich zu diesen Aufgaben übernahmen Stützpunkt-Streitkräfte begrenzte taktische Verantwortlichkeiten. Dazu gehörten Verteidigungsaufgaben, Kommunikationsverbindungen und Sicherung der Wasserwege. In Front nahen Gebieten nahmen die Verteidigungsaufgaben erheblichen Umfang an. Bei Bedarf waren Stützpunkt-Streitkräfte für Versorgung, Bauwesen, Reparatur und Medizinische Versorgung vorgesehen.

#### Flotten-Wartungs-Einheiten
Treibstoffdepots, Bauwesen und Reparatur-Einheiten, sowie alle weiteren administrativen und Service-Einheiten waren Bestandteil der Flotten-Wartungs-Einheiten. Das Aufgabenfeld dieser Einheiten überschnitt sich mit denen der oben erwähnten Konkyo-chitai. Flotten-Wartungs-Einheiten waren jedoch ausschließlich in Flotten-Hauptquartieren stationiert, in denen Stützpunkt-Streitkräfte nicht operierten.

#### Fernmelde-Einheiten
Die Fernmelde-Einheiten (japanisch 通信隊 Tsūshin-tai) stellten die Kommunikation zwischen ihren Standorten und anderen Marine-Stützpunkten, Schiffen auf See und Japan her.

#### Militärpolizei
Die Militärpolizei der Kaiserlichen Marine hieß Tokkeitai (japanisch 特警隊). Ihr offizieller Name war Spezial-Polizei-Korps (japanisch 特別警察隊 Tokubetsu-keisatsu-tai). Ihre Aufgaben entsprachen auch denen einer Geheimpolizei, womit sie das Gegenstück zu der Militär-Geheimpolizei des Kaiserlichen Japanischen Heeres, der Kempeitai, war.

### Taktische Einheiten

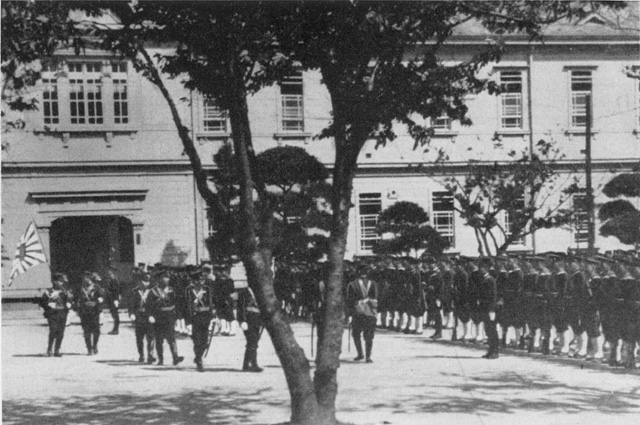
Soldaten der 6. Kure Spezial-Landungskräfte der Marine stehen zum Appell an, bevor sie sich für den Angriff auf Midway einschiffen, Juni 1942.

#### Spezial-Stützpunkt-Einheiten
Spezial-Stützpunkt-Einheiten (japanisch 特別根拠地隊 Tokubetsu-konkyo-chitai) waren Wach-Distrikten und Flotten zugeteilt. Sie waren entweder in Flottenhauptquartieren oder Front nah stationiert und hatten überwiegend taktische Kampfaufgaben. Für diese Zwecke wurden ihnen Wach-Einheiten, Spezial-Landungskräfte der Marine oder andere Kampfeinheiten unterstellt.

#### Wach-Einheiten
Wach-Einheiten (japanisch 警備隊 Keibi-tai) waren hauptsächlich Stützpunkt-Einheiten und Spezial-Stützpunkt-Einheiten zugeteilt. Ihre Hauptaufgaben waren die Befestigung und Verteidigung von Land- und Seebefestigungen. Gegebenenfalls konnten sie, sofern Flugplätze in ihrem zugewiesenen Bereich fielen, auch die Verteidigung derselben übernehmen. Weitere Aufgaben waren die Bewachung Gefangener, Befriedung der besetzten Bevölkerung und Durchsetzung japanischer Gesetze in den besetzten Gebieten.

#### Speziallandungskräfte der Marine

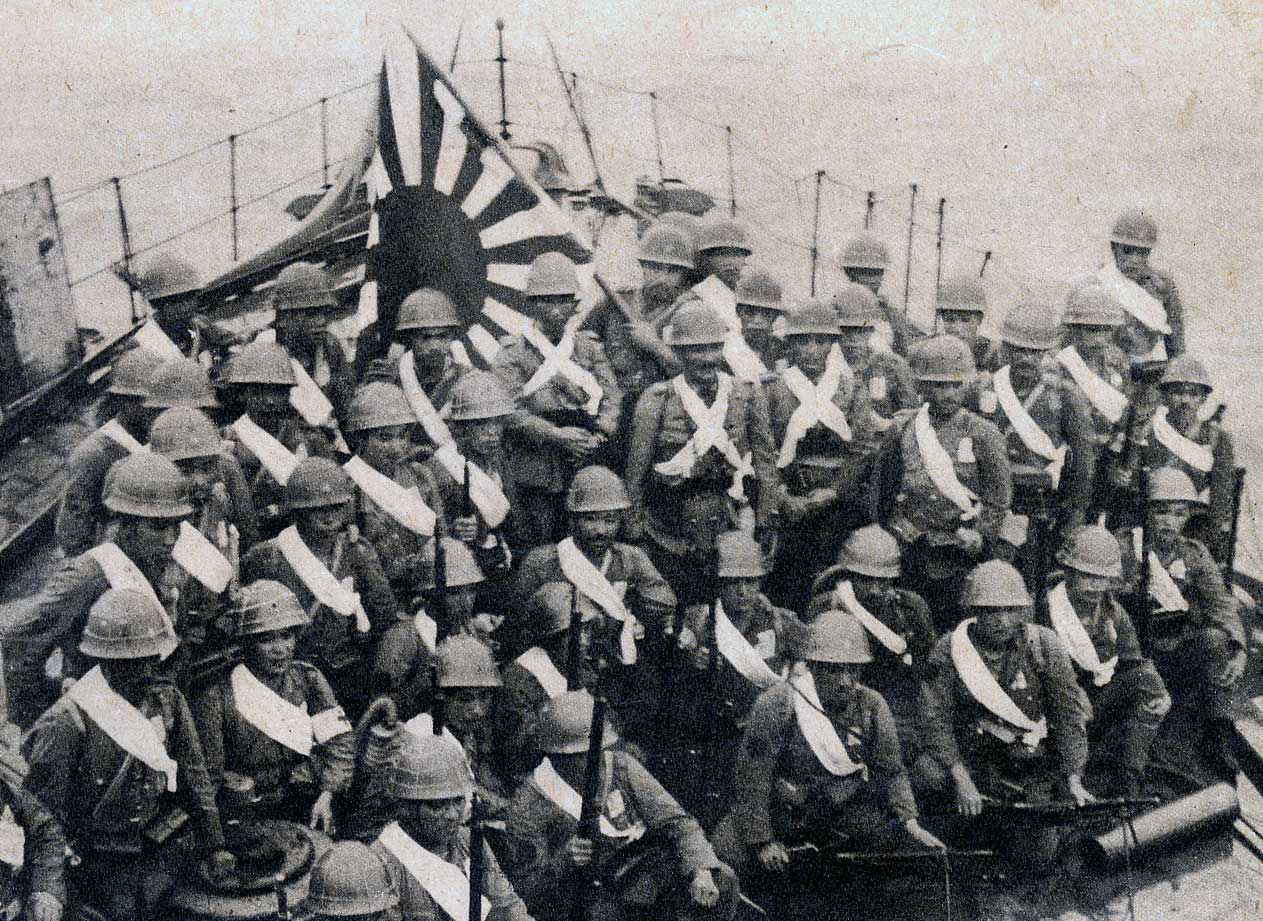
Speziallandungskräfte der Marine vor dem Angriff auf Anqing während der Schlacht um Wuhan, Juni 1938

Die Speziallandungskräfte der Marine (japanisch 特別陸戦隊 Tokubetsu riku sentai), kurz SLKM, waren die Marineinfanterie der Kaiserlich Japanischen Marine. Im Englischen werden sie Special Naval Landing Forces, kurz SNLF, genannt. Zu Beginn des Pazifikkrieges bestand ihre Aufgabe vorrangig darin, Landungsoperationen mit unterstützenden Luftlandungen auszuführen. Die SLKM stellte die Fallschirmtruppe der Marine (japanisch 日本海軍空挺部隊 Nippon kaigun kūtei butai) aus ihren eigenen Reihen. Im weiteren Verlauf des Krieges übernahmen die SLKM weitgehend Verteidigungsaufgaben. Anfangs noch mit Infanteriewaffen, leichten Panzern und leichten Geschützen ausgerüstet wurde die SLKM nach und nach mit schwereren Waffen ausgerüstet.

#### Flugabwehr-Verteidigungs-Einheiten

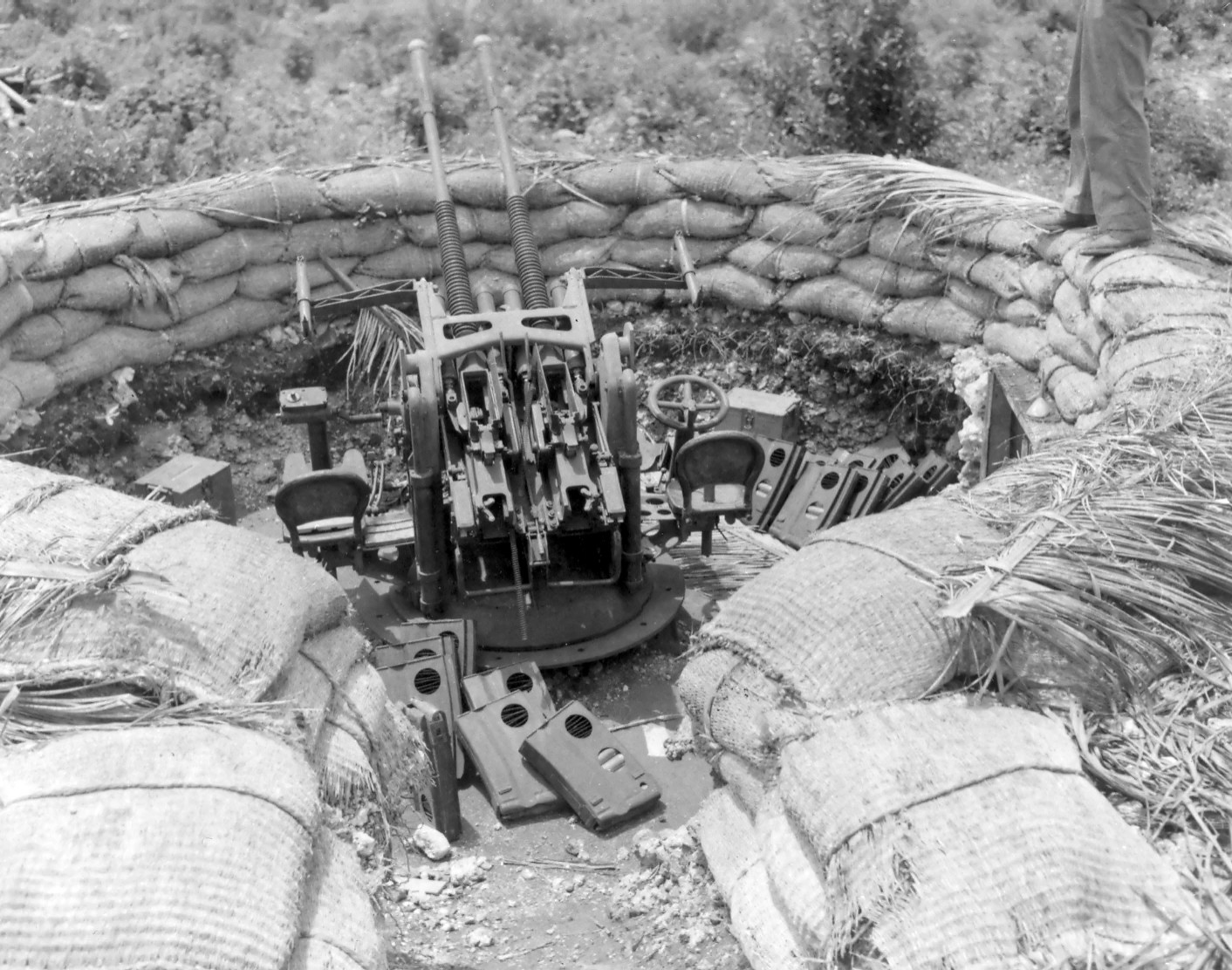
Japanisches 25-mm-Flugabwehrgeschütz einer Bōkū-tai-Einheit in einer Stellung am nördlichen Rand des Agana Flugfeldes auf Guam, Oktober 1944

Die Flugabwehr-Verteidigungs-Einheiten (japanisch 防空隊 Bōkū-tai) wurden von den Flotten den Stützpunkt-Einheiten, Spezial-Stützpunkt-Einheiten, Wach-Einheiten und SLKM je nach Einsatzanforderungen zugewiesen. Bōkū-tai waren in drei Typen unterteilt:
- Typ A-Bewaffnung: Fliegerabwehrkanonen (Flak) und Fliegerabwehr-Maschinengewehre (Fla-MG)
- Typ B-Bewaffnung: ausschließlich Fliegerabwehr-Maschinengewehre (Fla-MG)
- Typ C-Bewaffnung: Fliegerabwehr-Maschinengewehre (Fla-MG) und Fliegerabwehr-Maschinenkanonen (Fla-MK bis Kaliber 30 mm)

#### Schiffs-Flugabwehr-Verteidigungs-Einheiten
Schiffs-Flugabwehr-Verteidigungs-Einheiten waren Einheiten in Kompaniestärke, maximal 124 Mann stark. Sie wurden u. a. Konvois zugewiesen, um sie vor alliierten Luftangriffen zu schützen.

#### Bau-Bataillone
Bau-Bataillone (japanisch 設営隊 Setsuei-tai) waren mobile, unabhängige Einheiten, die mit schwerem Gerät ausgerüstet waren, um Großbauprojekte bewältigen zu können. Nachdem Setsuei-tais ihre Ausbildung im Zivilen Ingenieur-Institut der Marine-Distrikte abgeschlossen hatten, wurden sie den Flotten zugeteilt. Diese wiederum teilten sie den Stützpunkt-Einheiten, Spezial-Stützpunkt-Einheiten und den Wach-Einheiten für spezielle Projekte wie Flugplatz- und Befestigungsbau zu.